# المطعم في نهاية الكون (رواية)
المطعم في نهاية الكون (بالإنجليزية: The Restaurant at the End of the Universe) هي ثاني رواية ضمن سلسلة روايات دليل المسافر إلى المجرة للكاتب الإنجليزي دوغلاس آدمز، نشرت عام 1980، لأول مرة عن دار نشر بان بوكس.